# Die Burger
Die Burger ist eine afrikaanssprachige südafrikanische Tageszeitung, die in den Provinzen Westkap und Ostkap erscheint. Die im „Naspers“-Verlag erscheinende Zeitung ist eine der größten des Landes. Sitz der Redaktion ist Kapstadt.
Die Burger wurde 1915 als niederländischsprachige Zeitung mit dem Namen De Burger gegründet – unter anderem von C. J. Langenhoven – und erschien im Verlagshaus „De Nationale Pers“, dem Vorläufer von Naspers. 1922 begann die Zeitung auf Afrikaans zu schreiben und wurde umbenannt. Die Burger war lange Zeit eng mit der Nationalen Partei verbunden, was sich auch darin äußerte, dass der spätere Premier Daniel François Malan als erster Chefredakteur eingesetzt wurde. Die Zeitung vertrat wie die Nationale Partei offensiv das Apartheid-System, so auch in einem aufsehenerregenden Seitenaustausch mit der niederländischen Tageszeitung Trouw Mitte der 1960er Jahre.
Seit der Abschaffung der Apartheid in den 1990er Jahren hat die Zeitung eine engere politische Bindung aufgegeben (obwohl sie nach wie vor politisch eher heutigen Oppositionsparteien wie der Demokratischen Allianz als dem ANC nahesteht) und bemüht sich auch um die sogenannten Cape Coloureds, die überwiegend afrikaanssprachig sind, als Leser. 2006 wurde Henry Jeffreys der erste farbige Chefredakteur der Zeitung. Der Untertitel ons nuwe koerant vir 'n nuwe wêreld („Unsere neue Zeitung für eine neue Welt“) soll diesen Wandel unterstreichen.
Die Auflage von Die Burger beträgt derzeit (2006) 99.288 Exemplare, damit war sie die viertgrößte Zeitung in Südafrika und die zweitgrößte auf Afrikaans.